# Бегличка могила
Бегличка могила е връх в Стара планина. С надморска височина от 1481,4 м той е най-високият във Старопланинския дял Врачанска планина. 
Както и предполага името му, върхът е заоблен, леко издигащ се над близката околност и съвсем лесен за изкачване. Растителността е тревиста, само на места се забелязват отделни иглолистни храсти. Върхът се намира в най-големия от трите основни дяла на Врачанската планина – Бегличкия.
Лесният достъп до Бегличка могила, както и великолепните гледки, които се откриват отгоре, правят върха отличен избор за разходка сред природата. Изкачването от хижа „Пършевица“ не изисква особени усилия. Отгоре се вижда голяма част от Стара планина – от западния край при връх Ком до Централен Балкан и района на връх Ботев. Наоколо се простират останалите по-ниски части на Врачанската планина, Искърския пролом и съседните дялове на Стара планина, а в далечината се забелязват и най-високите върхове на Витоша.

## Флора и фауна
По склоновете вкл. и почти до самия връх, растат силно разредени (единични) храсти от глог (някои от които са израснали до малки дървета), шипки, трънки, както и бял бор, боровинки и разнообразни тревисти растения, сред които впечатление с приятния си аромат си прави мащерката. В доловете в най-ниските части наоколо са запазени величествени буково-габърови гори, в които може да се видят и дървета столетници.
В района са наблюдавани големи (от по 50 – 100 и повече екз.) ята от жълтоклюни хайдушки гарги (Pyrrhocorax graculus), единични гарвани (Corvus corax), скални лястовици (Ptyonoprogne rupestris), селски лястовици (Hirundo rustica), мишелови, соколи и др.
Тази част от планината се използва и за свободно пасищно отглеждане на коне. Може да се видят цели табуни от по 20-ина животни, понякога подплашени от нещо, стремглаво да препускат по склоновете. (Тогава може да представляват и опасност за единични туристи, оказали се на пътя им.). Конете излизат и на асфалтовия път, водещ до хижа „Пършевица“, когато може да застрашат движещите се автомобили.

## Маршрути
- Бегличка могила се намира на около 30 – 40 минути преход от хижа „Пършевица“, това е най-близкият и удобен изходен пункт за изкачване на върха. До хижата се стига по автомобилен път от Враца, като разстоянието е около 25 км. Пеша от град Враца до хижа „Пършевица“ ще ви отнеме между три и четири часа по пътя и по преки маркирани пътеки.
- От Гара Лакатник (през село Миланово, преходът отнема около пет часа до района на хижа „Пършевица“ и Бегличка могила).
- От Очиндол 4 часа.
- От Оплетня (около три часа и половина до Бегличка могила – хижата се намира на още половин час след него).
- От Очиндол и Оплетня (които се намират в Искърския пролом) се следва маркировка за хижа „Пършевица“. След като се излезе от гористия пояс, пътеката е обозначена с метални колове. На около двадесет минути след първия кол Бегличка могила вече се вижда – върхът се намира напред и леко вляво от следваната пътека. Малко преди него също вляво се намират горните части на скалните отвеси наречени Кобилини стени. Лентовата маркировка от село Оплетня е с жълт цвят, но на места е лоша и се губи.